# Прокоф'єв Олексій Петрович
Олексі́й Петро́вич Проко́ф'єв (рос. дореф. Алексѣй Петровъ Прокофьевъ; 1790, Катеринославська губернія, Російська імперія — не раніше 1858) — російський кораблебудівник XIX століття, генерал-майор корпусу корабельних інженерів, що збудував близько 20 суден різного рангу і класу для Російського імператорського флоту. Начальник корабельних інженерів Херсонського, Севастопольського і Миколаївського адміралтейств, голова Вченого кораблебудівного комітету Чорноморського флоту.

## Життєпис
Народився 1790 року в Катеринославській губернії. 1 травня 1804 року вступив на службу корабельним учнем 2-го класу. Перебував у кораблебудівній команді Херсонського адміралтейства при створенні креслень. У 1808 році проведений у корабельні учні 1-го класу, 13 березня 1811 року — у навчені тіммермани унтерофіцерського чину.
Протягом 1810—1811 років під керівництвом корабельного майстра М. І. Суровцова брав участь у роботах з огляду суден Чорноморського флоту в Севастополі. З 1812 року в Херсонському адміралтействі займався кресленнями, працював у креслярській майстерні Севастопольського і Миколаївського адміралтейств, брав участь у будівництві кораблів і проводці їх через мілководдя Дніпра. У 1815 році брав участь у будівництві військового транспорту «Сухум-Кале».
У 1820 році проведений у тіммермани — на унтер-офіцерський чин 14-го класу. У 1818—1821 роках брав участь у будівництві транспорту «№ 3», згодом під керівництвом корабельного майстра А. І. Меліхова брав участь у будівництві 110-гарматного корабля «Імператор Франц», у добудові 74-гарматного корабля «Норд-Адлер» і будівництві фрегата «Поспішний». Також брав участь у будівництві трьох канонерських човнів, трьох транспортів, двох плашкоутів, спостерігав за будівництвом камелів, брав участь у проведенні через мілководдя кораблів.
Протягом 1826—1830 років під керівництвом О. К. Каверзнєва у Спаському адміралтействі брав участь у будівництві 84-гарматного лінійного корабля «Чесма» і п'яти канонерських човнів, під керівництвом І. Я. Осмініна брав участь у спорудженні пароплава «Громоносець» і 24-гарматного корвета «Сизополь». У 1828 році проведений у штабскапітани корпусу корабельних інженерів.
З 1830 року служив старшим інженером у Севастопольському адміралтействі. Спочатку займався ремонтом кораблів Чорноморського флоту, а з 1831 року зайнявся їх самостійним будівництвом. 3 травня 1831 року в Севастопольському адміралтействі заклав 24-гарматний вітрильний корвет «Месемврія», названий на згадку про захоплення 10 липня 1829 року турецької фортеці Месемврія російською армією за підтримки ескадри адмірала О. С. Грейга і спущений на воду 24 квітня 1832 року. 6 жовтня 1836 року в Миколаївському адміралтействі заклав транспорт «Дніпро», спущений на воду 26 травня 1838 року. Паралельно з лютого 1837 року в Севастопольському адміралтействі будував 12-гарматний бриг «Аргонавт», спущений на воду 3 вересня 1838 року).
22 жовтня 1838 року в Севастопольському адміралтействі заклав 60-гарматний фрегат «Сизополь», спущений на воду 4 березня 1841 року. Одночасно з фрегатом будував тендер «Нирок», 20-гарматний вітрильний корвет «Менелай» (з 1846 року «Олівуца»), 16-гарматну шхуну «Сміла», транспортну 8-гарматну шхуну «Ялта», а також шаланди для Керченського порту, понтони для нового Севастопольського адміралтейства і підвізні боти для флоту.
У 1835 році Прокоф'єва проведено в капітани, у 1838 році — у підполковники корпусу корабельних інженерів. 3 березня 1841 року, в день спуску на воду фрегата «Сизополь», разом із кораблебудівником О. С. Акімовим заклав 52-гарматний фрегат «Коварна», названий на честь порту на румелійському узбережжі Чорного моря і спущений на воду 11 вересня 1845 року.
У 1842 році призначений на посаду голови Севастопольського Вченого кораблебудівного комітету. У 1843 році запропонував замінити на суднах залізну обшивку броткамери дерев'яною рейковою з вентиляційними каналами, що унеможливило швидке псування провізії та гниття дерев'яної основи броткамери. Проведений у 1848 році в полковники, до 1852 року продовжував службу старшим інженером у Севастополі. Керував ремонтом кораблів, спостерігав за будівництвом 20-гарматного корвета «Аріадна», 12-гарматного брига «Язон», 16-гарматного «Орфея», а також транспортів «Дунай» і «Буг».
8 березня 1852 року переведений до Миколаєва на посаду начальника корабельних інженерів Чорноморського флоту, Херсонського, Севастопольського і Миколаївського адміралтейств і голови Вченого кораблебудівного комітету. Помер після 1858 року.

## Нагороди
- Орден Святого Станіслава III ступеня.
- Орден Святої Анни III ступеня.
- Орден Святого Володимира IV ступеня[1].